# یاکوب اشتیلینگ
یاکوب اشتیلینگ (آلمانی: Jakob Stilling; ۲۲ سپتامبر ۱۸۴۲ – ۳۰ آوریل ۱۹۱۵) چشم‌پزشک اهل امپراتوری آلمان بود.
وی در سال ۱۸۸۷ میلادی نوعی اختلال حرک چشم‌ها را توصیف کرد که بعدها «سندرم اشتیلینگ» نام گرفت و چندین نام دیگر هم از جمله سندرم دوئین دارد.
یاکوب اشتیلینگ در سال ۱۸۷۷ میلادی یک جدول ایزوکروماتیک کاذب ابداع کرد که «جدول رنگ‌های اشتیلینگ» نام گرفت و برای تشخیص کوررنگی بکار می‌رفت.